# Лоурайдър
Лоурайдър (на английски: Lowrider; от англ. Low -нисък, Rider -ездач) е автомобил или камион с изменена система на окачване (обикновено хидравлична), която е много ниска и при която автомобилът „кляка“ почти до земята. Lowrider-автомобилите в повечето случаи имат много развита система за контрол на височината на окачването, по избор на шофьора. Това са най-често американски автомобили от 40-те, 50-те и 60-те години, но има всякакви варианти, може да са също така нови, европейски превозни средства. Терминът се използва също и за човек, който e собственик, занимава се с модификацията и тунингова подобна кола.

## Описание на Лоурайдър
Lowrider-колите са автомобили с високо качество, често те са бляскави, в ярки, наситени цветове, движат се по улиците със скачащи движения. Това ги прави нестандартно изглеждащи, което може да се стори на хора незапознати с Lowrider-културата като безсмислена, непрактична или странна приумица.
Екстериорът им може да е изрисуван в поръчкови, уникални графики в различни цветове, правени изключително на ръка.
Гумите са нископрофилни за максимално „слизане“ на колата и по-добро сцепление, джантите са малки или много големи, според вкуса. Срещат са златни, сребърни, но най-вече са от хром. Гумите може да са бели. Спойлерите са едни от най-употребяваните елементи в екстериора, набляга се на употребата на злато в металните части, неонови лампи, украсени прозорци, антени, перки. Детайлно тунингованите автомобили имат сериозни подобрения в механическите, електрическите и двигателните части. На някои изцяло се сменя двигателя, на други се подобрява мощността.
Поръчковите интериори са също много популярни, изработени са най-вече от кожа, кадифе или от висококачествени платове. Тук също се използват златото, среброто и хрома. Задължително е фабричните уреди за управление (волан, скоростен лост, педали, табло, огледала) да са заменени с изработени на ръка или дизайнерски такива. Компютри, навигационни и сателитни системи, видео монитори за телевизия или гледане на DVD също биват монтирани в колите.
Стереоуредбата е съществена част от Lowrider-автомобила. Тя трябва да е достатъчно мощна, със силен усилвател и тонколони, които да произвеждат плътен бас.
Контролът над хидравличната система се намира във водача, който обикновено с малки ключета под формата на шалтери (Switches) подредени често на таблото или намиращи се в края на специален кабел предизвиква така типичните за Lowrider-колите движения наречени „Bounce“ (англ. подскачам, чете се баунс; използва се също и за вид подобни движения в танц). Кабелът може да е дълъг няколко метра и се използва при управлението на автомобила от дистанция, най-вече при състезания, когато движенията са прекалено интензивни и не позволяват на водача да стои в купето. Това са най-вече вдигане и спускане на четирите страни (отпред, двете страни и отзад), като всяка е независима от другите; подскачане на предната или задната част, дори и при висока скорост; вдигане на едно колело напълно във въздуха, докато другите три са на земята; подскачане на целия автомобил при което той се вдига изцяло във въздуха.
Опитният Лоурайдър-водач може да борави с ключовете много бързо и умело, като по този начин движенията се комбинират и стават много сложни. На подходящ музикален фон, тези маневри наподобават „танц“ на автомобила.

## Лоурайдър-култура
Първоначално Lowrider-автомобилите са свързвани с мексиканската урбанистична култура и по-точно „Чикано“ (Chicano) субкултурата, но чрез популяризирането им те стават символ изобщо на световната урбанистична култура. В началото само в мексиканските гета на Лос Анжелис, а после по цял свят, като в различните държави се изменят и стиловете на Lowrider-колите, както технически, така и визуално.
Лятото е най-подходящият сезон за Lowrider-феновете, много клубове организират ежеседмично събирания (парти, барбекю, Bounce-състезания) или просто обикалят по улиците на градовете. Lowrider-автомобили могат да се срещнат често и на авто-изложения, където са представени от колекционери. Някои от тези екземпляри достигат много високи цени, като най-скъпите дори не влизат в уличното движение, а само биват пренасяни по изложения в различни части на света. Относно Лоурайдър-културата и свързаните с нея новини съществуват различни списания, най-известното от които е „Lowrider Magazine“.
В началото на 90-те г. Lowrider-автомобилите стават неразделна част от хип-хоп културата, за което допринасят изпълнителите от западната част в САЩ (West Coast), където те са най-често срещани. За най-употребяван модел се смята „Импала“ 1964 на Шевролет. Търсени марки са също Шевролет „Монте Карло“, „Ел Камино“, Буик „Регал“, Олдсмобил, Понтиак „Гранд Прикс“ и други, които се задвижват с предно предаване.
С течение на времето и популяризацията на Lowrider-културата, от субкултура на ъндърграунда тя прониква в най-различни сфери на обществото и социални прослойки. В днешно време тя намира поддръжници не само между авто-фенове, колекционери, жители на американски (и др.) гета, членове на криминални банди, бизнесмени, хип-хоп изпънители или просто младежи по света, а дори и между хора с политически позиции и полицаи (предимно в САЩ).

## Лоурайдър велосипеди и мотоциклети
След популяризирането на Lowrider-автомобилите, се появяват Lowrider-велосипеди и мотоциклети, чиито създатели са въодушевени от идеята. Както и колите, тези модерни произведения на изкуството, които се правят на ръка от майстори-техници, дизайнери и художници, имат също висока стойност.